# Декларация по Нагорному Карабаху (2008)

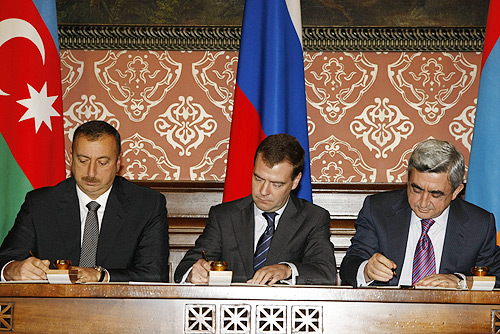
Президенты Азербайджана, России и Армении — Ильхам Алиев, Дмитрий Медведев и Серж Саргсян во время подписания декларации по Нагорному Карабаху

Декларация по Нагорному Карабаху, или Майендорфская декларация (официально: Деклара́ция Азербайджа́нской Респу́блики, Респу́блики Арме́ния и Росси́йской Федера́ции) — межгосударственный акт, подписанный 2 ноября 2008 года президентами Азербайджана, Армении и России в замке Майендорф (Московская область).
В этом документе главы Азербайджана и Армении заявили, что намерены «способствовать оздоровлению ситуации на Южном Кавказе и обеспечению установления в регионе обстановки стабильности и безопасности путём политического урегулирования нагорно-карабахского конфликта на основе принципов и норм международного права и принятых в этих рамках решений и документов».
Было подтверждено важное значение продолжения посреднических усилий Минской группы ОБСЕ с учётом Мадридского документа от 29 ноября 2007 года и последующих дискуссий.
Стороны достигли соглашения о том, что «достижение мирного урегулирования должно сопровождаться юридически обязывающими международными гарантиями всех его аспектов и этапов».
По словам российского сопредседателя Минской группы ОБСЕ Юрия Мерзлякова, основная ценность Декларации заключается в том, что она стала первой с 1994 года договорённостью в области урегулирования карабахского конфликта, заключённой «непосредственно между двумя конфликтующими сторонами».